# 利佩齊克
47°44′11″N 29°42′55″E / 47.73639°N 29.71528°E
利佩齊凱（烏克蘭語：Липецьке）是位於烏克蘭西南部的村莊，由敖德萨州波季利斯克区的波季利斯克市鎮負責管轄。該村始建於1753年，面積1.37平方公里，海拔高度121米，2001年人口3,740，人口密度每平方公里273.79人。